# 5618 Saitama
5618 Saitama (1990 EA) là một tiểu hành tinh vành đai chính được phát hiện ngày 4 tháng 3 năm 1990 bởi A. Sugie ở Đài thiên văn Dynic.